# Ашурково
Ашурково (рос. Ашурково) — присілок Сафоновського району Смоленської області Росії. Входить до складу Богдановщинського сільського поселення.
Населення — 11 осіб (2007 рік).